# William Clothier

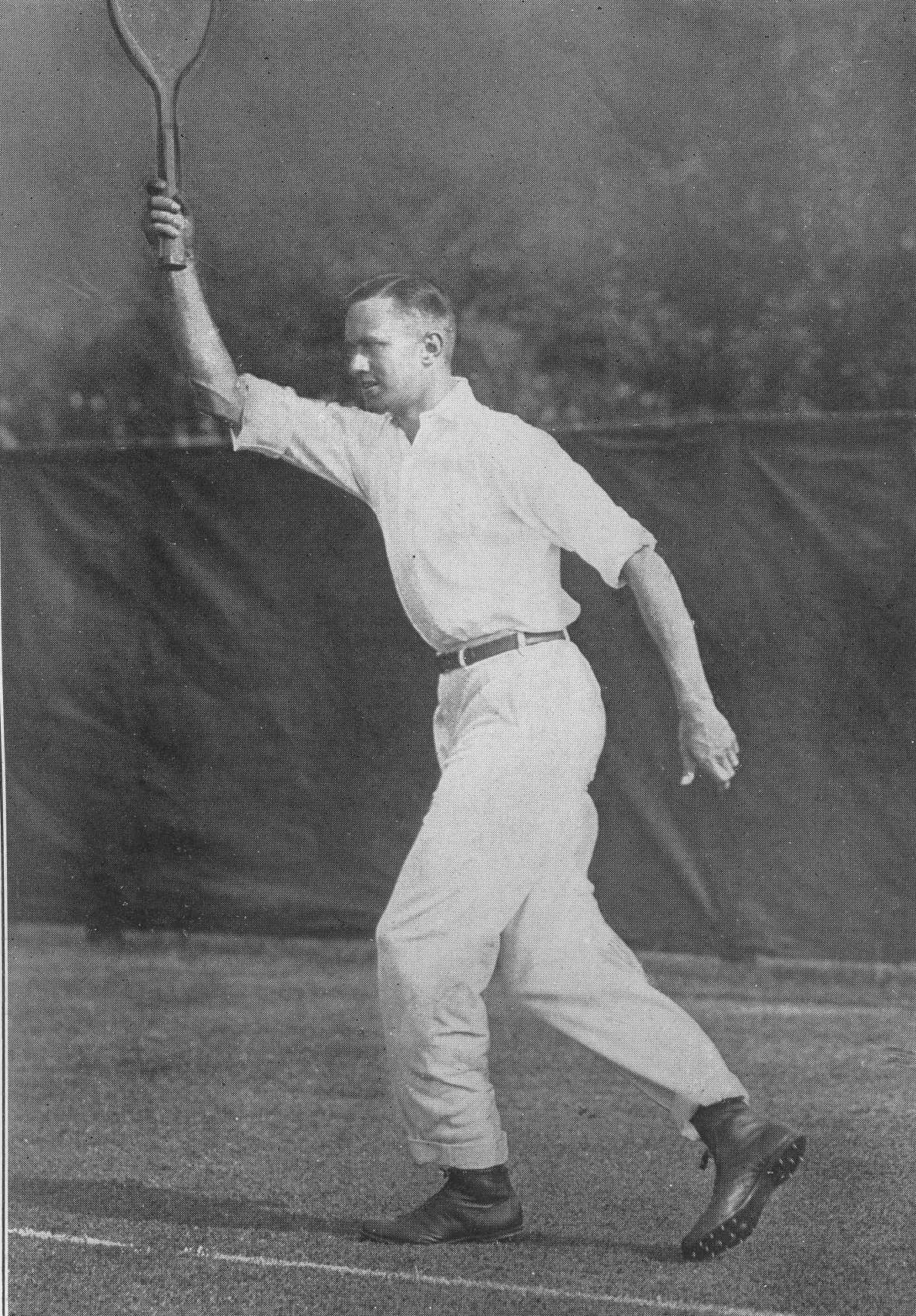
William Clothier

William Jackson Clothier, född 27 september 1881 i Sharon Hill, Pennsylvania, USA, död 4 september 1962, var en amerikansk högerhänt tennisspelare. Clothier var en av USA:s 10 bästa tennisspelare under perioden 1901-1914 och rankades 1906 som etta. 
William Clothier upptogs 1956 i International Tennis Hall of Fame.

## Tenniskarriären
Sina första mästerskapstitlar vann Clothier 1902 under sin studietid på Harvard University. Han vann då både singel- och dubbeltitlarna i the Intercollegiate Championships. 
År 1904 nådde han finalen, Challenge Round, i Amerikanska mästerskapen. Han förlorade den mot Davis Cup-pionjären och studiekamraten Holcombe Ward. År 1906 nådde han finalen i mästerskapen för andra gången efter kvartsfinalvinst över Fred Alexander (8-6, 6-2, 4-6, 1-6, 7-5). I den matchen låg han under med 2-5 och 0-40 i femte avgörande set men lyckades vända och vann 5 game i rad. I finalen senare i turneringen mötte han det föregående årets mästare, Beals Wright, som han besegrade med 6-3, 6-0, 6-4. Clothier vann därmed sin första och enda singeltitel i Amerikanska mästerskapen. År 1909 var han åter i final, men förlorade då mot William Larned över 5 set. Larneds segersiffror blev 6-1 6-2 5-7 1-6 6-1.
Clothier deltog i det amerikanska Davis Cup-laget 1905 och 1909. Han spelade totalt 5 matcher och vann 4 av dessa. I det första mötet 1905 mötte USA ett lag från Frankrike. Clothier besegrade i sina båda singlar den franske storspelaren Max Decugis (6-3, 6-4, 6-4) och därefter Maurice Germot (6-3, 5-7, 6-1, 6-3). USA vann mötet med 5-0, men förlorade den efterföljande slutfinalen mot ett brittiskt lag med 0-5. 

## Spelaren och personen
Under sin studietid på Harvard University ägnade sig Clothier vid sidan av sina studier med stor framgång också åt tennisspel. Den storväxte Clothier var en typiskt aggressiv attackspelare som gärna avgjorde med volley framme vid nätet. Han spelade dessutom ishockey med Harvards universitetslag, och hade tidigare spelat för Quaker City Hockey Club i Philadelphia säsongen 1900–01.
Säsongerna 1935 och 1936 vann han tillsammans med sonen William Clothier II amerikanska tennismästerskapen i dubbel i klassen "far och son".

## Grand Slam-titlar
- Amerikanska mästerskapen
  - Singel - 1906